# Chiesa di San Giacomo alla Lungara

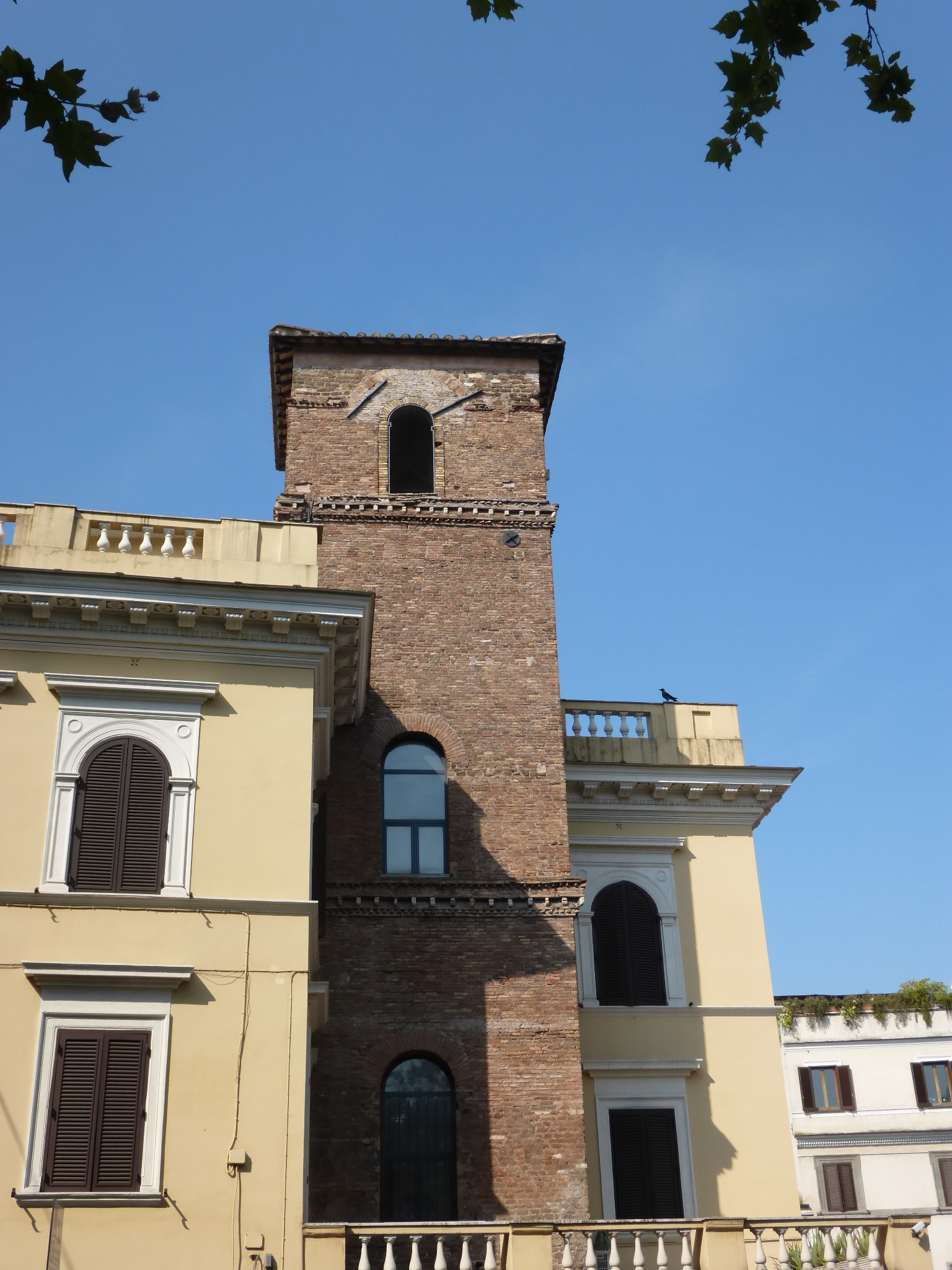
S. Giacomo alla Lungara, il campanile

La chiesa di San Giacomo alla Lungara è un luogo di culto cattolico di Roma, nel rione Trastevere, in via della Lungara, 141/A. È chiamata anche San Giacomo in Settimiano o in Settignano per la vicinanza con la Porta Settimiana, fatta costruire da Settimio Severo ed inglobata dall'imperatore Aureliano nelle mura della città. Essa è intitolata a San Giacomo Maggiore.

## Storia
La chiesa è di origine medievale, forse risalente all'epoca di Papa Leone IV nel IX secolo. Tuttavia i primi documenti che attestano la sua esistenza sono bolle papali del 1198 e 1228, quando è dichiarata filiale di san Pietro in Vaticano da Innocenzo III. Nel XII secolo Innocenzo IV la concedette ai monaci Benedettini Silvestrini. Estinti i Papareschi, di cui era stata chiesa gentilizia, Giulio II assegnò la proprietà del complesso alla Cappella Giulia, alla quale era attribuita anche la proprietà di vari altri immobili ancora esistenti lungo la prospiciente via della Penitenza.
Nel 1620 il capitolo vaticano affidò la chiesa ai Francescani, ma dopo pochi anni il complesso fu assegnato alle Monache penitenti, le quali, grazie alla protezione del cardinal nipote Francesco Barberini e del suo avvocato concistoriale Ippolito Merenda, nel 1644, fecero restaurare l'edificio da Luigi Arrigucci: con questi restauri la chiesa perdette la pianta basilicale a tre navate, per diventare ad un'unica navata con soffitto a cassettoni. 
Le monache (agostiniane) restarono nel convento fino al 1887, quando l'edificio fu abbattuto per la costruzione del lungotevere, e la chiesa con il suo campanile rischiarono la stessa sorte. Nel 1902 il capitolo della Cappella Giulia cedette l'uso del complesso alla parrocchia di Santa Dorotea e per essa ai frati minori conventuali che ancor oggi la tengono. I frati fecero con il Comune un accordo che prevedeva il restauro della chiesa e la ricostruzione a proprie spese del convento, in cambio del permesso al Comune stesso di appoggiare ai muri perimetrali del convento ricostruito la nuova scuola elementare che stava costruendo. La scuola è ancor oggi intitolata a Giuditta Tavani Arquati..
Nel 1912 furono completati sia il convento che la scuola. La chiesa fu rinnovata nel 1916 a spese dell'arcivescovo di Larissa monsignor Grasselli, appartenente allo stesso ordine, che si era ritirato a vivere nel convento.

## Descrizione
L'interno della chiesa si presenta, come detto, ad unica navata, con due altari laterali, e due grandi statue in due nicchie laterali ai lati del presbiterio. 
Il soffitto a cassettoni non è sfarzoso, ma è molto aggraziato e perfettamente proporzionato alle dimensioni e allo stile della chiesa.
Merita attenzione il pavimento, rifatto nel restauro del 1916: realizzato in materiale economico tipico del periodo umbertino ("cementine", cioè piastrelle di cemento e graniglie colorate) ma di buona qualità estetica, è realizzato come un insieme di tappeti.
L'opera più conosciuta è la Memoria funebre di Ippolito Merenda di Gian Lorenzo Bernini: una lapide in forma di lenzuolo spiegazzato, sorretto con le mani e con i denti da uno scheletro alato, originariamente installato al monastero delle Convertite. L'altare maggiore presenta un affresco di Giovanni Francesco Romanelli raffigurante L'apostolo san Giacomo.
Dal Lungotevere della Farnesina è possibile vedere il campanile romanico della chiesa, risalente al XII secolo ed unico elemento medievale superstite.